# Realgymnasium Schottenbastei

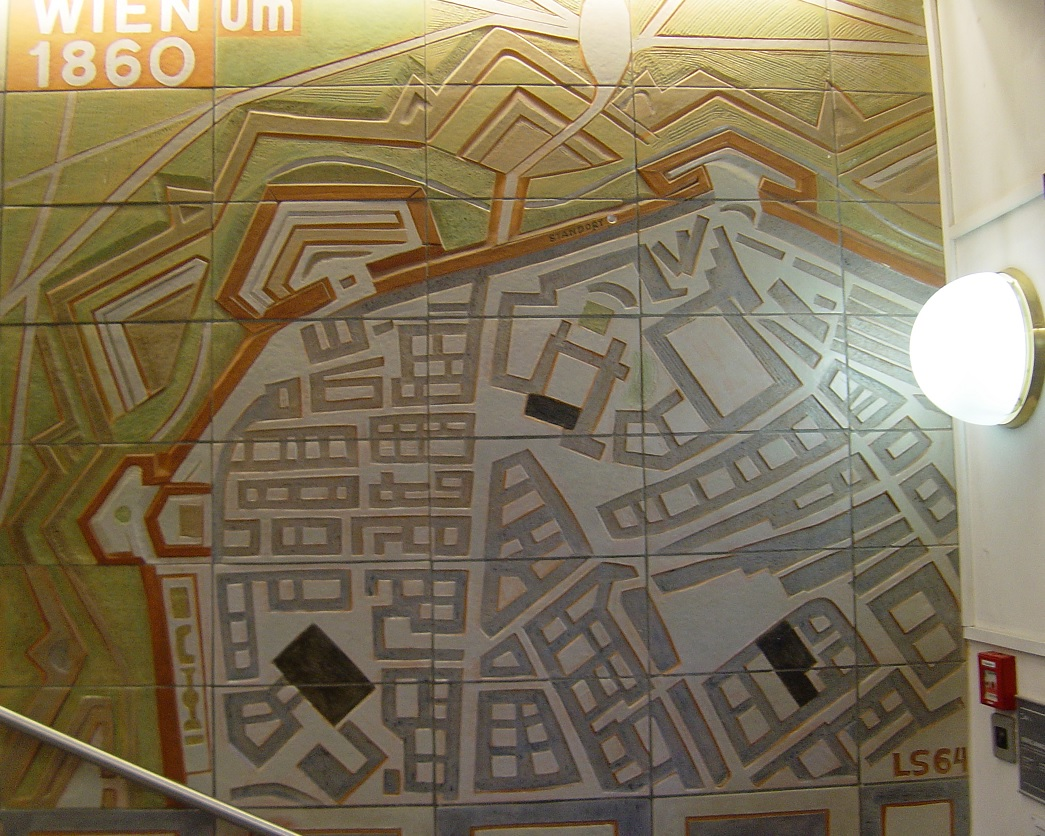
Karte der Situation 1860 mit Lage des Realgymnasium Schottenbastei auf Relief im Eingangsbereich der Schule

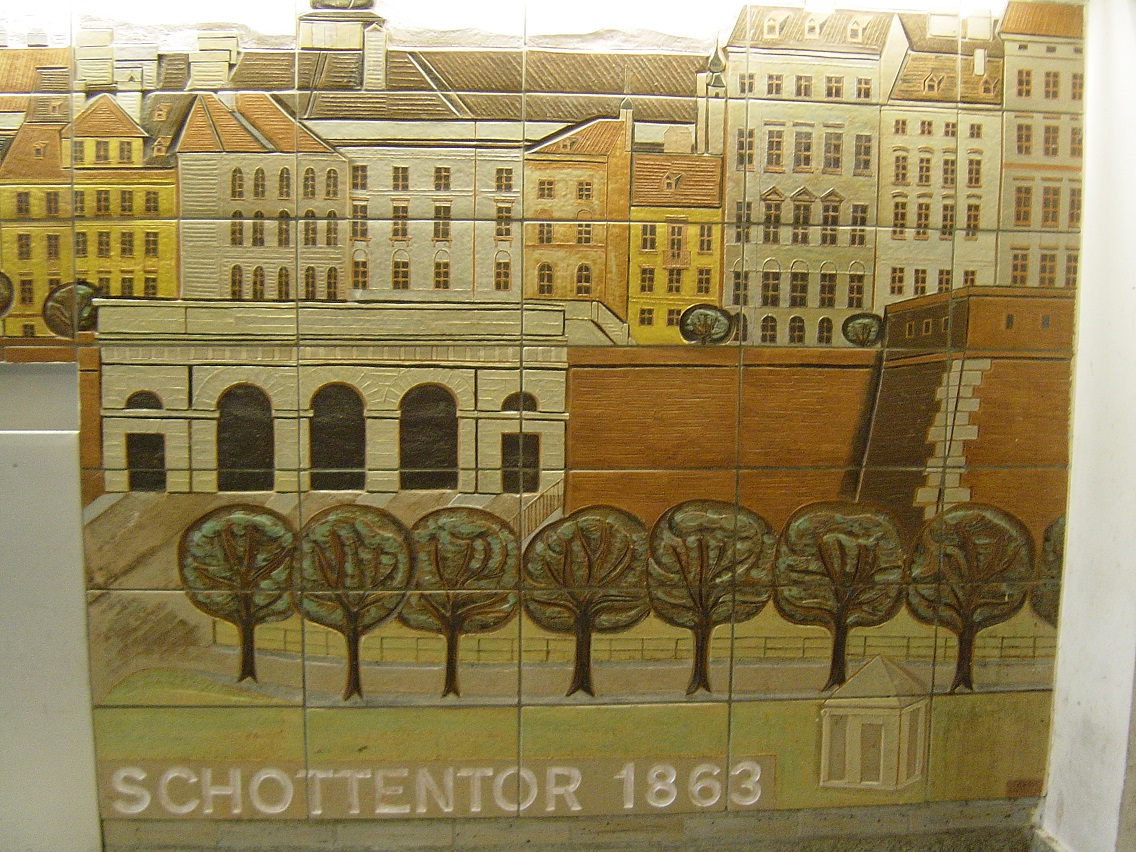
Das Schottentor im Jahr 1863, neben dem (links davon) das Realgymnasium Schottenbastei errichtet wurde – Relief im Eingangsbereich der Schule

Das Realgymnasium Schottenbastei, auch Lise-Meitner-Realgymnasium „Schottenbastei“ genannt, ist ein über 150 Jahren bestehendes Realgymnasium im 1. Wiener Gemeindebezirk Innere Stadt.

## Geschichte
1861 beschloss der Gemeinderat in der im heutigen 9. Bezirk liegenden Rossau, im Gemeindehaus Nr. 80 eine Unterrealschule mit Öffentlichkeitsrecht zu errichten. Diese wurde drei Jahre danach in eine Oberrealschule erweitert. 1869 legte der erste Maturajahrgang die Reifeprüfung ab.
Im Zuge des Baus der Wiener Ringstraße siedelte die Schule dann in den ersten Bezirk:
Denn mit dem Schleifen der Basteien, veranlasst durch das Kaiserliche Manifest 1857, „hat zunächst die Erweiterung der inneren Stadt in der Richtung gegen die Rossau und die Alservorstadt zu geschehen“. Damit wurde das unverbaute Wiener Glacis parzelliert. Der Bereich Mölkerbastei – Schottenschanze – Elendbastei wurde 1861 abgebrochen. Damit war auch in diesem neu geschaffenen Rasterviertel der Ringstraßenzone Platz für ein neues, eigenes Schulgebäude.
Der Spatenstich dazu erfolgte 1876. Am 5. September 1891 genehmigte Kaiser Franz Joseph, dass die von der Gemeinde Wien errichtete Realschule in die Verwaltung des Staates übernommen werde. Gemeinsam mit den Gymnasien erhielten die Realschulen 1909 neue Lehrpläne – 1962 wurden sie im Schulunterrichtsgesetz als ein Zweig der AHS zu Realgymnasien umbenannt.
Nach dem so genannten Anschluss Österreichs an das Dritte Reich 1938 wurde die Schottenbastei zu einer sogenannten „Sammelschule“, in der jüdische Schüler aus ganz Wien vorerst zusammengezogen wurden. Diese wurden Ende des Schuljahres 1937/38 dann der Schule verwiesen.
Nach einem, diesen Teil des 1. Bezirks schwer treffenden, Bombenangriff im Jänner 1945 mussten wegen dieser Zerstörungen Schüler und verbliebene Lehrkräfte in andere Schulgebäude der Umgebung ausweichen. Erst im Schuljahr 1948/49 konnte wieder ein einigermaßen geregelter Unterricht im Schulgebäude auf der Schottenbastei stattfinden. Es brauchte aber bis 1954, bis der durch den Bombentreffer zerstörte Turnsaal im Hof wieder in Betrieb genommen werden konnte.
1959 bis 1962 erfolgte dann eine schon dringend notwendige Generalsanierung der Schule.
Einen wesentlichen Akzent setzte der benachbarte Bau des Juridicums der Universität Wien. Zwar beeinträchtigten die Bauarbeiten ab 1970 den Schulbetrieb, am Ende aber war vor der Schule damit auch eine Fußgängerzone errichtet worden. In den darauffolgenden Jahrzehnten wurde das Schulhaus nachhaltig modernisiert und umgebaut.
Am 20. Juni 2000 erhielt das Bundesrealgymnasium Schottenbastei den Zusatz „Lise Meitner-Realgymnasium“. Das Realgymnasium ist Partnerschule der FH-Technikum Wien. Gedenktafeln an der Außenmauer des Schulgebäudes erinnern an berühmte Absolventen.

## Absolventen
- Robert von Lieben – Physiker, Erfinder der Radioröhre
- Walter von Molo –  Schriftsteller
- Hermann Broch – Schriftsteller
- Alban Berg – Komponist
- Rudolf Hausner – Bildender Künstler
- Ernst Wolfram Marboe – ORF-Intendant
- Siegfried Meryn – Internist
- Arash T. Riahi – Filmregisseur
- Georg Hauger – Prof. an der TU Wien